# کونستلیشن (آریزونا)
کونستلیشن (به انگلیسی: Constellation) یک منطقهٔ مسکونی در ایالات متحده آمریکا است که در آریزونا واقع شده‌است. کونستلیشن ۱٬۳۳۰ متر بالاتر از سطح دریا واقع شده‌است.